# Бегемот, морской монстр
«Бегемот, морской монстр» (англ. Behemoth, the Sea Monster, также известен под названиями The Giant Behemoth и The Behemoth) — британский чёрно-белый художественный научно-фантастический фильм режиссёра Эжена Лурье, снятый им в 1959 году. В США фильм вышел в прокат 3 марта 1959 года, в Великобритании — в октябре того же года. Кинокартина относится к категории фильмов, посвящённых разнообразным невероятно гигантским монстрам. Это история об огромном радиоактивном ящероподобном чудовище.

## Сюжет

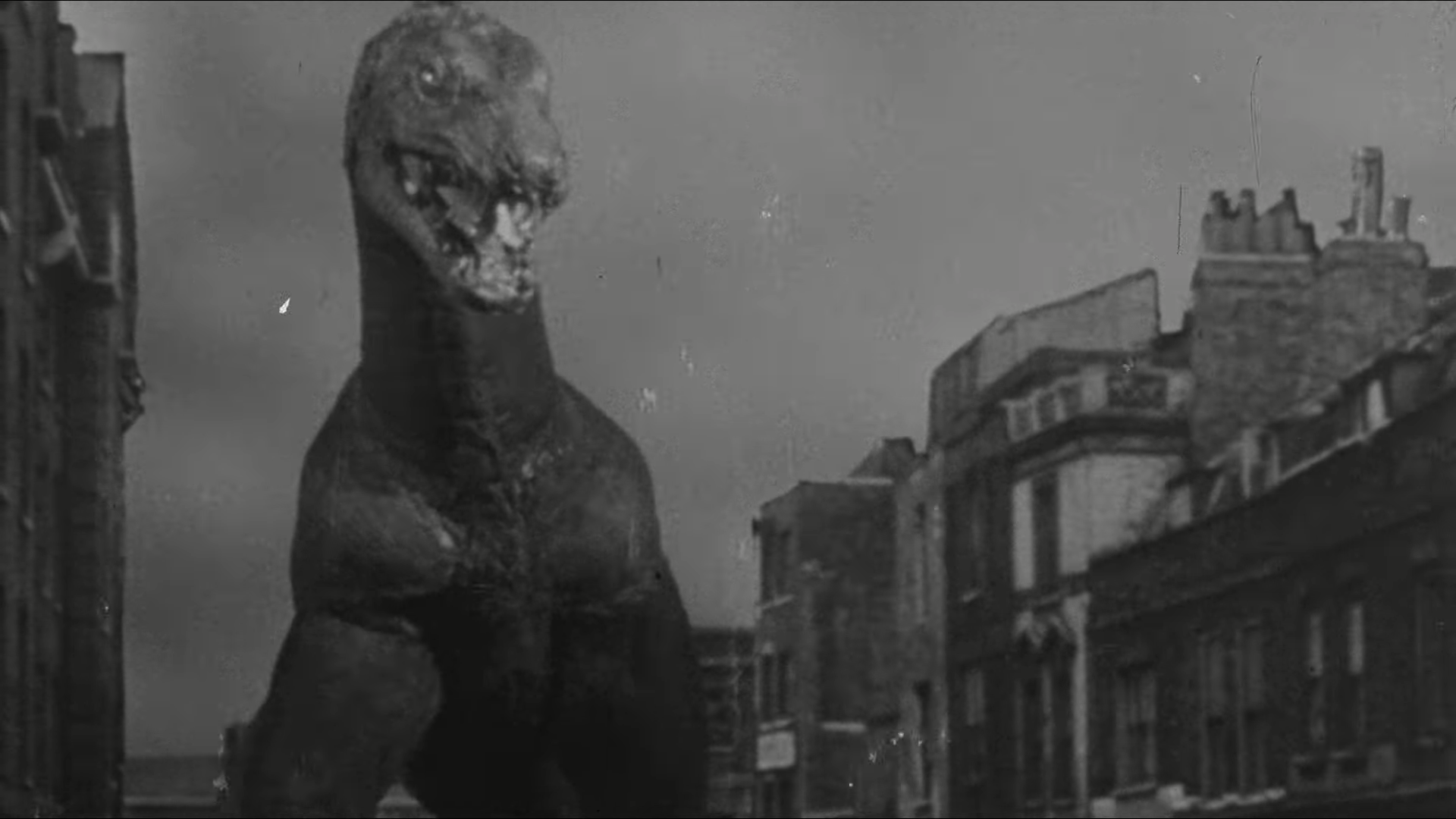
Кадр из фильма

Американский биолог Стив Карнс выступает на Британской конференции в Лондоне, на которой предупреждает о возможных последствиях атомных испытаний. Его опасения оказываются не напрасными: в море происходит радиоактивный выброс, в результате чего на побережье течение выносит тысячи мёртвых рыб и токсичных медуз, от соприкосновения с которыми возникают ожоги и отравление. От выброса радиации погибает местный рыбак. Перед смертью он успевает сообщить своей дочери, что видел в море ужасное чудовище Бегемота. Карнс исследует побережье, но не находит никаких следов радиации. Позже он и профессор Бикфорд вместе исследуют некоторых выброшенных на берег рыб и у некоторых обнаруживают следы радиации.
Некоторое время спустя на деревню, расположенную вблизи побережья, нападает гигантский ящер. Карнс и Бикфорд получают фотографию оставленных следов и отправляются к доктору палеонтологии Сампсону, который предполагает, что появившийся монстр является Палеозавром.
Найти чудовище не удаётся никаким способом, но вскоре Палеозавр появляется в Темзе и топит паромный катер. Позже он выбирается на берег и начинает разрушать Лондон. Военные подразделения пытаются пристрелить чудовище, но оно излучает очень сильную радиацию и на близком расстоянии от него все погибают. Однако Карнс знает, как можно уничтожить ящера, и готов сам попытаться это сделать.

## В ролях
| Актёр          | Роль                     |
| -------------- | ------------------------ |
| Джин Эванс     | Стив Карнс               |
| Андре Морелл   | профессор Джеймс Бикфорд |
| Джон Тернер    | Ян Дункан                |
| Ли Мэдисон     | Джин Треветан            |
| Джек МакГоурэн | доктор Сампсон           |
| Морис Кауфман  | капитан мини-субмарины   |
| Анри Видон     | Том Треветан             |
| Леонард Сакс   | учёный                   |

## Факты
- В США фильм вышел в прокат под названием «Гигантский Бегемот».
- Создатели покадровой анимации Уиллис О’Брайен и Пит Питерсон проделывали свою работу на столе в гараже Питерсона. Ранее О’Брайен и Питерсон работали над созданием спецэффектов к фильмам «Могучий Джо Янг» и «Чёрный скорпион», а О’Брайен также известен своим вкладом в фильмы «Кинг-Конг» и «Сын Конга».
- Крики людей во время нападения ящера на Лондон взяты из фильма «Кинг-Конг» (1933).

## Критика
Писатель Марк Ф. Берри в книге «The Dinosaur Filmography» («Фильмография динозавров») отмечает связь «Бегемота» с классическими фильмами ужасов студии Universal 1930-х годов, хвалит достоверные образы главных героев и реалистичную анимацию монстра, который действительно воспринимается огромным и массивным. При этом Берри критикует фильм за недостаток визуального ряда с анимацией и технические ляпы вроде «безжизненной» модели головы с шеей и сцены с раздавливанием автомобилей. Неудачными автор видит и подводные сцены с чудовищем.